# Hiroshi Michinaga
Hiroshi Michinaga (jap. 道永 宏 Michinaga Hiroshi; ur. 8 października 1956 w Kobe) – japoński łucznik sportowy. Srebrny medalista olimpijski z Montrealu.
Zawody w 1976 były jego jedynymi igrzyskami olimpijskimi. Zajął drugie miejsce w konkursie indywidualnym, wyprzedził go jedynie Amerykanin Darrell Pace. W 1977 był brązowym medalistą mistrzostw świata w rywalizacji drużynowej.